# Patiriella regularis
Patiriella regularis är en sjöstjärneart som först beskrevs av Addison Emery Verrill 1867.  Patiriella regularis ingår i släktet Patiriella och familjen Asterinidae.
Artens utbredningsområde är havet kring Nya Zeeland. Inga underarter finns listade i Catalogue of Life.